# Mick Brown
Mick Brown est un journaliste indépendant et écrivain anglais né à Londres en 1950. 

## Biographie

### Le journaliste
Il a écrit pour nombre de titres de presse : les journaux britanniques The Guardian et The Sunday Times, l'hebdomadaire britannique The Observer, les magazines américains Esquire, Rolling Stone et Crawdaddy. Il collabore régulièrement au quotidien Daily Telegraph et au magazine Telegraph sur des thèmes culturels. Il s'intéresse aussi à la musique. 
Au cours de sa carrière, il a recueilli les propos de nombre de personnalités : Salvador Dali, James Brown, The Rolling Stones, Don DeLillo, Ravi Shankar et le 14e dalaï-lama. 
Il est également présentateur radio, ayant créé pour la BBC une série de cinq émissions, Cult Classics, traitant des livres culte.

### L'écrivain
Mick Brown est l'auteur de plusieurs livres.
Il publie, en 1998, Richard Branson: The Inside Story, une biographie de l'entrepreneur britannique sir Richard Branson, laquelle est révisée pour tenir compte des derniers intérêts commerciaux de Branson, dont le service ferroviaire Virgin et sa vaine tentative de gérer la National Lottery.
Son livre, The Spiritual Tourist, publié en 1999, catalogue des quêtes spirituelles contemporaines à travers le monde, en particulier en Inde. Brown a également compilé un album complémentaire au livre, Music for the Spiritual Tourist.
Il est l'auteur, en 2004, du livre The Dance of 17 Lives (en),,, sur l'histoire du 17e karmapa, une des personnalités les plus importantes du bouddhisme tibétain. 
En 2007, il écrit Tearing Down the Wall of Sound (en), une biographie du producteur de musique Phil Spector.

### Rencontres avec Orgyen Trinley Dorje
En 2000, Brown se rend à Dharamsala, en Inde, pour rencontrer Orgyen Trinley Dorje, 17e karmapa, alors âgé de 14 ans et fraîchement arrivé chez le dalaï-lama après sa fuite du Tibet. Quand Brown lui demande l'autorisation d'écrire un livre sur sa vie, l'adolescent lui répond de s'assurer que sa « motivation est correcte ». En 2008, lors du premier séjour d'Orgyen Trinley Dorje en Amérique, Brown déclare qu'il a été impressionné par « sa présence et son calme » en 2000, et qu'il lui semble évident qu'il aura le même rôle de chef que le dalaï-lama. En 2014, Brown rapporte la première visite d'Orgyen Trinley Dorje en Europe, à Berlin.

## Publications
Livres
- (en) American Heartbeat : Travels from Woodstock to San Jose by Song Title, Londres, Penguin, 1994 (ISBN 978-0-14-017165-5, OCLC 36001034, LCCN 95202800)
- (en) Richard Branson : The Inside Story, Londres, Headline, 1998, 2e éd., 534 p., poche (ISBN 978-0-7472-3216-2)
- (en) The Spiritual Tourist : A Personal Odyssey through the Outer Reaches of Belief, Londres, Bloomsbury, 1999, 309 p. (ISBN 978-0-7475-4282-7)
- (en) The Dance of 17 Lives : The Incredible True Story of Tibet's 17th Karmapa, Londres, Bloomsbury, 2004, 1re éd., 304 p. (ISBN 978-0-7475-7161-2, LCCN 2004043779)
- (en) Mick Brown on Performance (Bloomsbury Movie Guide), Londres, Bloomsbury, 1999, 1re éd., 208 p. (ISBN 978-1-58234-043-2, OCLC 43274005)
- (en) Tearing Down the Wall of Sound : The Rise and Fall of Phil Spector, Londres, Bloomsbury, 2007, 1re éd., 208 p. (ISBN 978-1-58234-043-2, OCLC 43274005)
- Mick Brown (trad. de l'anglais par Nicolas Richard), Phil Spector, le mur de son [« Tearing Down the Wall of Sound: The Rise and Fall of Phil Spector »], Paris, Sonatine, 2010, 756 p. (ISBN 978-2-35584-034-0)